# Der König von Berlin (Film)
Der König von Berlin ist eine deutsche Kriminalkomödie von Lars Kraume, die am 23. September 2017 im Ersten Programm der ARD erstgesendet wurde. Als Vorlage diente der gleichnamige Roman von Horst Evers.

## Handlung
Der junge und ehrgeizige Kommissar Carsten Lanner wird aus dem niedersächsischen Cloppenburg zu einer Fortbildung nach Berlin versetzt. Seine neuen Kollegen nehmen ihn nicht ganz ernst, denn sie halten ihn für übereifrig. Einzig die extrem kurzsichtige und ähnlich eifrige Kommissarsanwärterin Carola Rimschow schenkt ihm mehr Aufmerksamkeit und unterstützt ihn bei der Arbeit.
Lanner ermittelt im Todesfall Erwin Machalik, den seine Kollegen für einen eindeutigen Selbstmord halten und bereits zu den Akten gelegt hatten. Doch Lanner ist anderer Meinung und ermittelt unbeirrt weiter.
Machalik, Inhaber einer Schädlingsbekämpfungs-Firma, die im Auftrag des Magistrats die Stadt rattenfrei halten soll, hatte sich seit Jahren als König von Berlin aufgespielt und dem Stadtrat gedroht, eine Rattenplage über Berlin zu bringen, wenn ihm etwas zustoßen sollte. Die Hinweise verdichten sich, dass dies keine leere Drohung war: zunächst wird bekannt, dass der Kammerjäger Toni Matthes eine Ratte mit bloßen Händen töten musste, weil keines seiner Gifte wirkte. Er hält sie für eine ganz neue tagaktive Spezies. Bald häufen sich Meldungen von massenhaft auftretenden Ratten aus allen Teilen Berlins. Matthes berichtet Lanner von einer Zuchtstation für Ratten in der Kanalisation.
Er wird zum obersten Rattenjäger der Stadt ernannt und Machaliks Söhne erfahren, dass er ihr Halbbruder und somit auch Miterbe des väterlichen Unternehmens ist. Lanner vermutet hier ein mögliches Tatmotiv.
Eine weitere Spur führt zu dem von Machalik und dem Bauunternehmer Maschmann vor Jahren gegründeten Organisation namens „MaMMa“. Der Unternehmer war am Tod von Machalik interessiert und auch der Polizeipräsident scheint involviert. Lanner findet allerdings heraus, dass sich Machalik tatsächlich selbst umgebracht hat.
Lanner muss sich nun mit der Rattenplage auseinandersetzen. Matthes berichtet ihm von speziell eingerichteten Futterplätzen, über die Machalik die Rattenpopulation offenbar gesteuert hatte. Dort könnte man die Ratten zusammentreiben und mit modifiziertem LSD töten. Das hatte sich bei Tests erwiesen. Lanner entdeckt derweil, dass die Ratten mit Musik gelockt werden können.
Rimschow besorgt aus der Asservatenkammer der Polizei das Rauschgift und mit leistungsstarken, mobilen Funklautsprechern ausgestattete Kammerjäger treiben die Ratten aus allen U-Bahnschächten bis zur zentralen Futterstelle, wo sie das LSD aufnehmen und verenden.
Tonis Mutter übergibt der Polizei Michaliks Tagebücher, die sie in dessen Nachlass gefunden hatte. Damit kann Lanner die Mitglieder der „MaMMa“ überführen, die bereits im Jahre 1964 einen Journalisten vergiftet hatten, weil er ihre Pläne durchkreuzen wollte.

## Produktion
Der Film wurde vom 5. Juli 2016 bis zum 3. August 2016 gedreht. Die Premiere erfolgte am 24. Juni 2017 auf dem Filmfest München.

## Rezeption

### Kritiken
Rainer Tittelbach von tittelbach.tv urteilte: „‚Der König von Berlin‘ ist nach dem Roman des Kabarettisten Horst Evers entstanden. Man merkt’s: Viel Handlung muss Lars Kraume unter einen Hut bringen. Dramaturgisch keine leichte Aufgabe. Der Komödienkrimi lebt weniger von Pointen, setzt umso mehr auf Running Gags und das Komikpotenzial seines Personals. Gut ist die irre, Subtext-reiche Grundidee: Ratten in der Hauptstadt, auch wenn es der Berlin-Satire an Biss fehlt. Das Beste ist das hinreißende Duo, das die Genres & Tonlagen zusammenhält: Florian Lukas und Anna Fischer, die aus ihren Ermittlern ein liebenswertes, kultverdächtiges Pärchen machen. Und weil der Regisseur Kraume dem Autor Kraume hilft, wird aus der Groteske ein ziemlicher Spaß.“
Bei der Süddeutschen Zeitung schrieb Silke Burmester: „Was klingt wie Erich Kästner, ist so charmant und unterhaltsam inszeniert, wie Kästner seine Kinderromane schrieb, und es sind die irren Figuren, die von ihren Darstellern so großartig verkörpert werden, dass dieser im aufklärerischen Sinne unbedeutende Film eine so enorme Freude ist.“
Heike Hupertz von der Frankfurter Allgemeinen Zeitung wertete: „Große Abzüge in der B-Note: Die harmlose Mischung aus zahlreichen Running Gags, einigen witzigen Einzelszenen (etwa mit Carmen-Maja Antoni als robuste Hausangestellte) und harmlos politkritischem Anstrich ist für ausgesprochene Liebhaber von Räuberpistolenparodien ausgelegt.“
Für die  Frankfurter Neue Presse kritisiert Ulrich Feld und meinte: „Der Streifen verarbeitet und veralbert Krimi- und Horrorzitate gleich massenweise. Allerdings nicht so elegant, wie das wünschenswert wäre.“ „Statt einer eleganten Thriller-Komödie im Stil von Charade oder André Hunebelles erstem Fantomas-Film von 1964 – was die Story durchaus hergegeben hätte – ist deswegen ein oft grobschlächtiger Klamauk dabei herausgekommen.“

### Einschaltquote
Die Erstausstrahlung von Der König von Berlin am 23. September 2017 wurde in Deutschland von 3,71 Millionen Zuschauern gesehen und erreichte einen Marktanteil von 13,5 % für Das Erste.

### Auszeichnungen
Der Regisseur und Drehbuchautor Lars Kraume war für mehrere Auszeichnungen nominiert:
- Filmfest München 2017 in der Kategorie Neues Deutsches Fernsehen[9]
- Publikumspreis 2017 des Festivals des deutschen Films[10]
- Grimme-Preis 2018 in der Kategorie Fiktion[11]